# ولایت خودمختار هونگهه هانی و یی
ولایت خودمختار هونگهه هانی و یی (به انگلیسی: Honghe Hani and Yi Autonomous Prefecture) یک ولایت خودمختار در چین است که در یون‌نان واقع شده‌است. ولایت خودمختار هونگهه هانی و یی ۳۲٬۹۲۹ کیلومتر مربع مساحت و ۴٬۱۳۰٬۴۶۳ نفر جمعیت دارد.